# Procés Breit-Wheeler

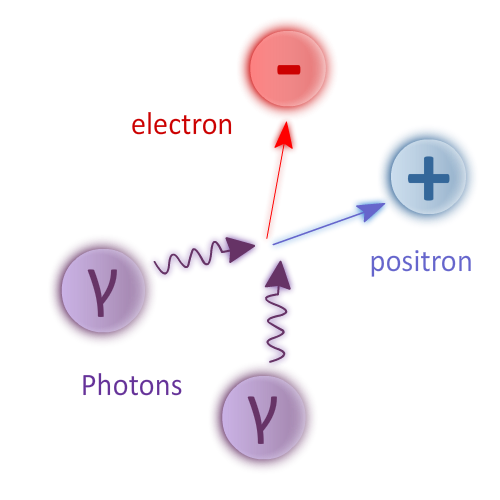
El procés Breit-Wheeler és la creació d'un parell electró-positró després de la col·lisió de dos fotons d'alta energia (fotons gamma).

El procés Breit-Wheeler o producció de parells Breit-Wheeler és un procés físic proposat en el qual es crea un parell positró-electró a partir de la col·lisió de dos fotons. És el mecanisme més senzill pel qual la llum pura es pot transformar potencialment en matèria. El procés pot prendre la forma γ γ′ → e + e − on γ i γ′ són dos quants de llum (per exemple, fotons gamma).

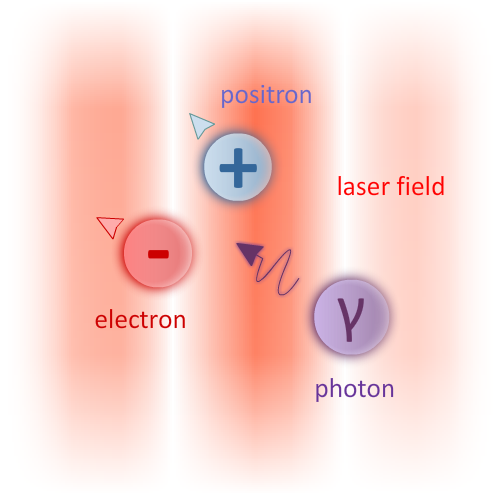
El procés no lineal Breit–Wheeler o multifotó Breit–Wheeler és la creació d'un parell electró-positró a partir de la desintegració d'un fotó d'alta energia (fotó gamma) que interacciona amb un camp electromagnètic fort com un làser.

El procés multifotó Breit-Wheeler, també conegut com a Breit-Wheeler no lineal o Breit-Wheeler de camp fort a la literatura, es produeix quan un fotó de sonda d'alta energia es desintegra en parells que es propaguen a través d'un camp electromagnètic fort (per exemple, un pols làser). En contrast amb el procés lineal, aquest pot prendre la forma de γ + n ω → e + e −, on n representa el nombre de fotons i ω representa el camp làser coherent.
El procés invers, e + e − → γ γ′, en què un electró i un positró xoquen i s'aniquilen per generar un parell de fotons gamma, es coneix com a aniquilació electró-positró o procés de Dirac pel nom del físic que el va descriure per primer cop teòricament i va anticipar el procés Breit-Wheeler.
Aquest mecanisme es caracteritza teòricament per una probabilitat molt feble, de manera que la producció d'un nombre significatiu de parells requereix dues fonts de fotons col·limats extremadament brillants que tinguin energia fotònica propera o per sobre de l'energia de la massa en repòs d'electrons i positrons. La fabricació d'aquesta font, per exemple, un làser de raigs gamma, encara és un repte tecnològic. En moltes configuracions experimentals, Breit-Wheeler pur està dominat per altres processos de creació de parells més eficients que criden els parells produïts mitjançant aquest mecanisme. El procés de Dirac (aniquilació de parells), d'altra banda, ha estat àmpliament verificat. Aquest també és el cas del Breit–Wheeler multifotó, que es va observar al Stanford Linear Accelerator Center el 1997 en xocar electrons d'alta energia amb un pols làser de terawatts de contrapropagació.
Tot i que aquest mecanisme encara és un dels més difícils d'observar experimentalment a la Terra, té una importància considerable per a l'absorció de fotons d'alta energia que viatgen distàncies còsmiques.
Els processos fotó-fotó i el multifotó Breit-Wheeler es descriuen teòricament per la teoria de l'electrodinàmica quàntica.

## Història
El procés fotó-fotó Breit-Wheeler va ser descrit teòricament per Gregory Breit i John A. Wheeler el 1934 a Physical Review. Va seguir el treball teòric anterior de Paul Dirac sobre l'antimatèria i l'aniquilació de parells. El 1928, el treball de Paul Dirac va proposar que els electrons podien tenir estats d'energia positiva i negativa seguint el marc de la teoria quàntica relativista, però no va predir explícitament l'existència d'una nova partícula.

## Observacions experimentals

### Configuracions experimentals possibles de fotó-fotó Breit-Wheeler
Tot i que el procés és una de les manifestacions de l'equivalència massa-energia, a partir del 2017, el Breit-Wheeler pur mai s'ha observat a la pràctica a causa de la dificultat de preparar feixos de raigs gamma en col·lisió i la molt feble probabilitat d'aquest mecanisme. Recentment, diferents equips han proposat nous estudis teòrics sobre possibles configuracions experimentals per finalment observar-lo a la Terra.

### Experiments multifotònics de Breit–Wheeler
El procés multifotó Breit–Wheeler ja s'ha observat i estudiat experimentalment. Una de les configuracions més eficients per maximitzar la producció del parell multifotó Breit-Wheeler consisteix a xocar frontalment contra un munt de fotó gamma amb una contra-propagació (o amb un angle de col·lisió lleuger, la configuració de co-propagació és la configuració menys eficient) pols làser d'alta intensitat. Per crear primer els fotons i després produir la parella en una configuració tot-en-un, es pot utilitzar la configuració similar xocant electrons GeV. Depenent de la intensitat del làser, aquests electrons primer radiaran fotons gamma mitjançant l'anomenat mecanisme de dispersió Compton inversa no lineal quan interaccionen amb el pols làser. Encara interactuant amb el làser, els fotons es converteixen després en parells electró-positró Breit-Wheeler multifotó.